# Ferrocarril Gibara–Holguín
| Dampflok Nr. 7 |                  |                     |                    |
| Schienenbus Nr. 18 |                  |                     |                    |
| Streckenlänge: | 30 km            |                     |                    |
| Spurweite: | 914 oder 1067 mm |                     |                    |
| |                  |                     |                    |
| \| \| 0 \| Gibara \| (28. Oktober 1885) \| \| \| \| \| \| \| \| \| Río Cacoyugüín \| \| \| \| 10 \| Cantimplora \| (28. Oktober 1885) \| \| \| 12 \| San Marcos de Auras \| (11. Februar 1888) \| \| \| 22 \| Aguas Claras \| Aguas Claras \| \| \| 30 \| Holguín \| (4. April 1893)[1] \| |                  |                     |                    |
| Kopfbahnhof Streckenanfang (Strecke außer Betrieb) | 0                | Gibara              | (28. Oktober 1885) |
| Tunnel (Strecke außer Betrieb) |                  |                     |                    |
| Brücke über Wasserlauf (Strecke außer Betrieb) |                  | Río Cacoyugüín      | Río Cacoyugüín     |
| Haltepunkt / Haltestelle (Strecke außer Betrieb) | 10               | Cantimplora         | (28. Oktober 1885) |
| Haltepunkt / Haltestelle (Strecke außer Betrieb) | 12               | San Marcos de Auras | (11. Februar 1888) |
| Haltepunkt / Haltestelle (Strecke außer Betrieb) | 22               | Aguas Claras        | Aguas Claras       |
| Kopfbahnhof Streckenende (Strecke außer Betrieb) | 30               | Holguín             | (4. April 1893)    |

Die Ferrocarril Gibara–Holguín war eine etwas mehr als 30 Kilometer lange Schmalspurbahn von Gibara nach Holguín in Kuba.

## Planung
Die ersten Pläne für eine Bahnstrecke von Gibara nach Holguín kamen bereits vor dem Zehnjährigen Krieg (1868–1878) auf, aber sie wurden erst ab 1883 umgesetzt.
Der Bau wurde unter anderem von José Homobono Beola y Valenzuela (* 13. November 1850) propagiert. Er stammte aus Coro in Venezuela, wo er als Sohn von Don José Ignacio de Beola y Ustoa und Doña Cecilia Valenzuela de Banegas y Díaz geboren wurde. Seine Mutter wusste nicht, wer ihre Eltern waren, da diese sie als Baby einfach im Eingangstor des Hauses der Familie Valenzuela in Gibara ablegten, von der sie aufgezogen wurde und ihren Nachnamen erhielt.
José Beola war ein versierter Geschäftsmann, der mit Unternehmen in Spanien, Deutschland und den Vereinigten Staaten handelte. Das Vorbereitungstreffen für den Beginn des Baus der Eisenbahn von Gibara und Holguín wurde in seinen Geschäftsräumen abgehalten. Es gelang ihm, 80,9 % der Anteile zu erwerben und den Aufsichtsrat durch seine Verwandten zu besetzen.

## Bau
Die Bauarbeiten begannen am 31. Mai 1883. Mit dem Bau der Eisenbahn wollte Beola sowohl den Handel mit landwirtschaftlichen Produkten der Gegend ankurbeln als auch einen größeren wirtschaftlichen Einfluss auf Holguín ausüben. Die Konzession wurde 1884 an ihn, Javier Gonzalez Longori und weitere Geschäftspartner vergeben.
Der erste 10 Kilometer lange Streckenabschnitt von Gibara nach Cantimplora wurde 1885 in Betrieb genommen. Er verläuft durch Kubas einzigen Eisenbahntunnel. Streitigkeiten aufgrund der unterschiedlichen wirtschaftlichen Interessen der Einwohner von Gibara und Holguín verzögerten aber den Baufortschritt, so dass die nur etwas mehr als 30 Kilometer lange Bahnstrecke erst 1894 fertiggestellt wurde, als der 8 Kilometer lange Streckenabschnitt von San Marcos de Auras (heute Floro Pérez) nach Holguín in Betrieb genommen wurde.

## Betrieb
Die Ferrocarril de Gibara–Holguin erwirtschaftete 1900 einen Ertrag von 12.859 $. Sie wurde 1956 endgültig stillgelegt.

## Alte Postkarten

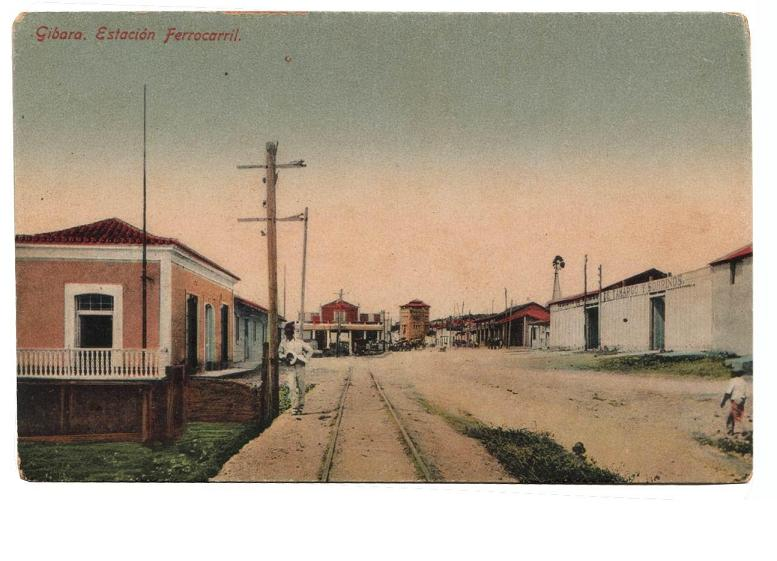
Bahnhof von Gibara
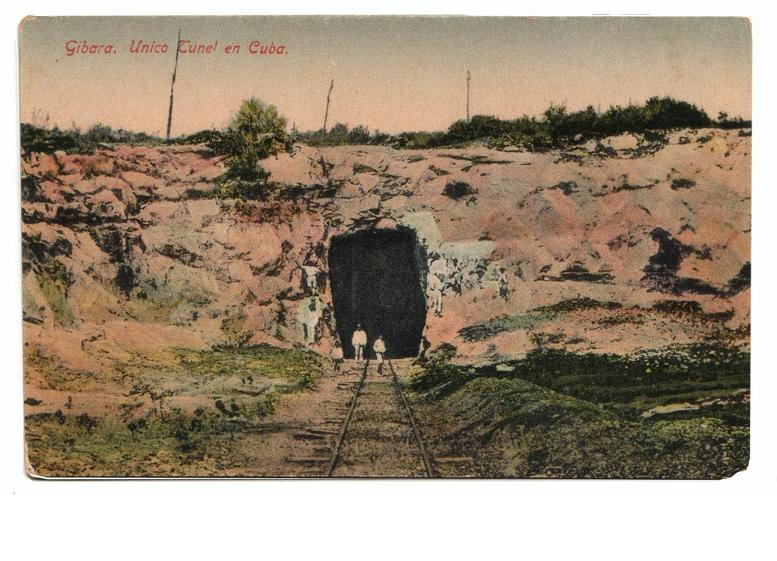
Tunnel bei Gibara
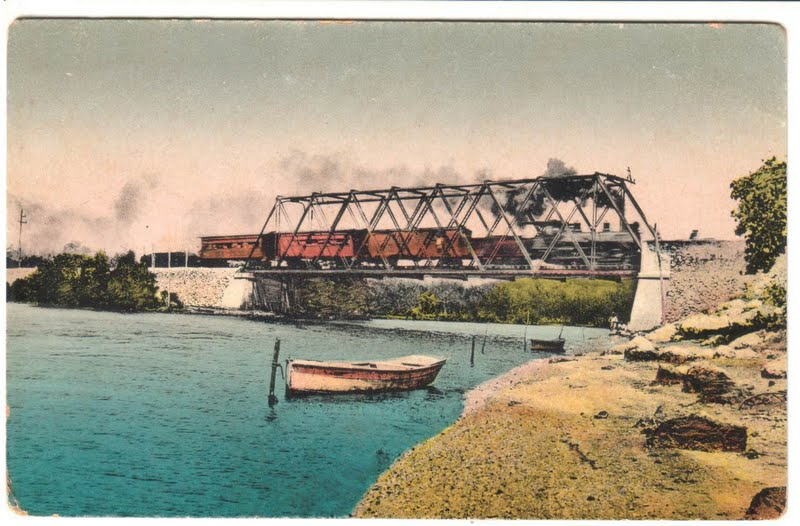
Brücke bei Gibara
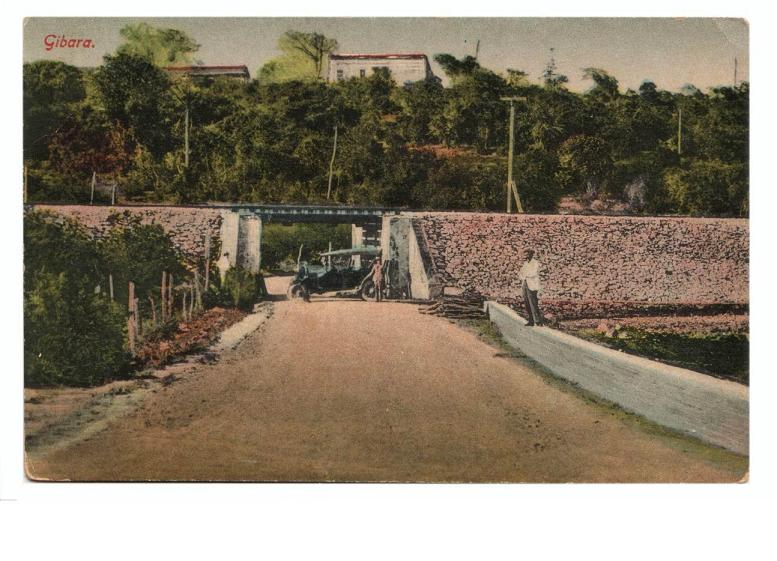
Bahndamm bei Gibara
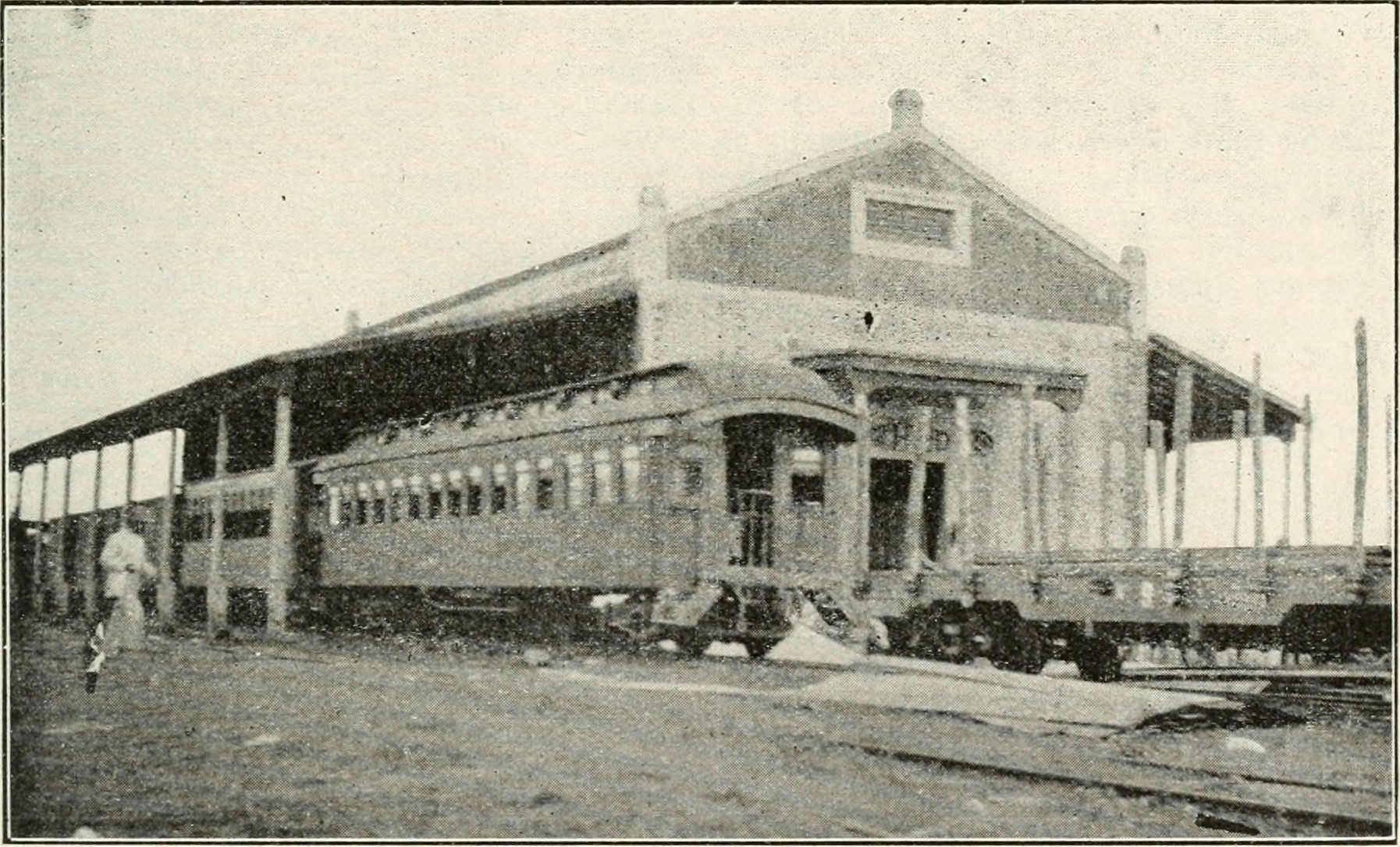
Bahnhof von Holguín